# L'ou com balla

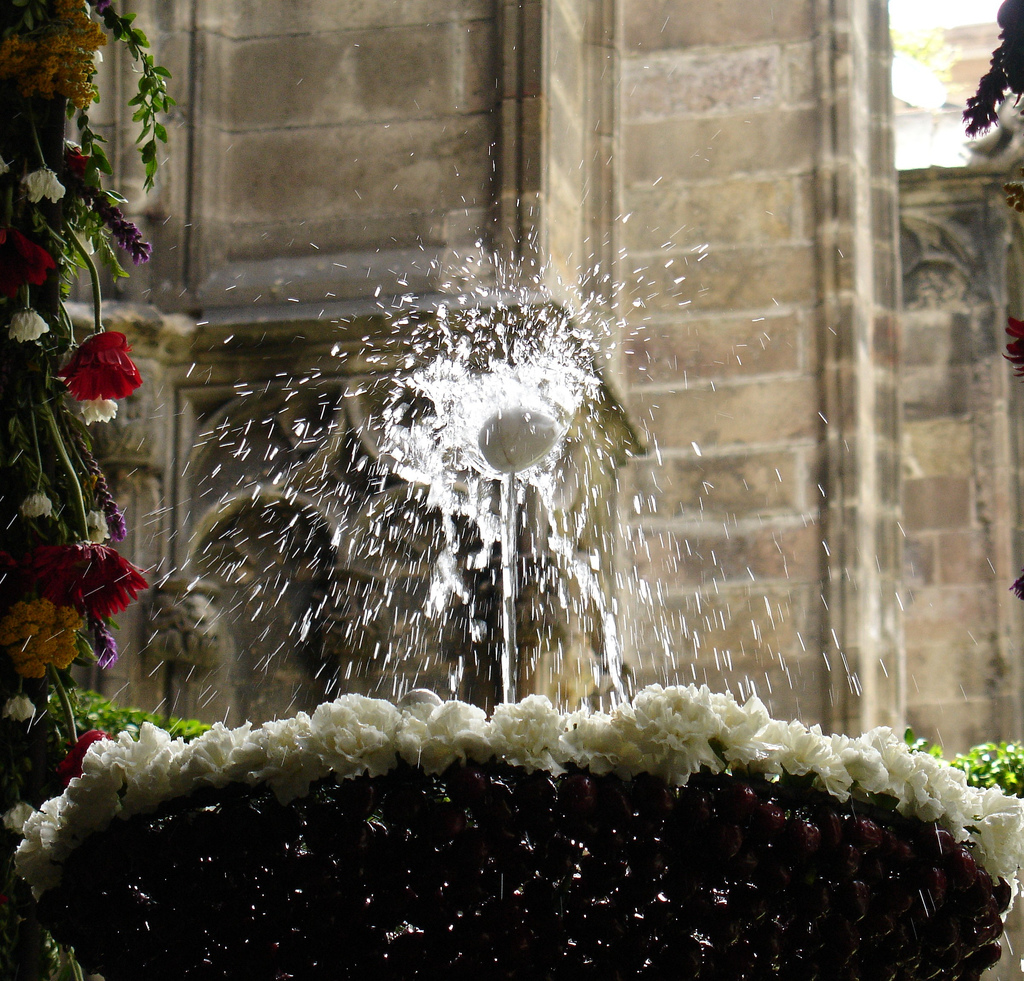
L'ou com balla a la catedral de Barcelona

L'ou com balla és una tradició que té lloc en diverses poblacions de Catalunya el dia del Corpus Christi. Consisteix a col·locar un ou buit, amb un punt de cera per tapar el forat pel qual s'ha buidat, sobre el raig d'aigua d'un brollador d'una font, de manera que giravolti sense caure. La font, habitualment, es guarneix amb flors i fruites del temps, com les cireres amb les quals es cobreix la tassa de la font, o la ginesta i els clavells.

## Origen i significat
La interpretació donada per l'Església és que l'ou representa l'hòstia consagrada, la forma de l'aigua el calze de la sang de Crist, i les cireres madures i fruites que ho adornen la mateixa sang de Crist, en clara al·lusió a la festa del Corpus Christi.
La primera documentació del costum és a la catedral de Barcelona el 1636, però es desconeix si provenia d'abans. Una de les teories més esteses de l'origen de la tradició el situa a Itàlia, on un frare dominic ho va veure en un petit poble, i quan es va traslladar a Barcelona proposà de fer-ho a la catedral, tanmateix, no hi ha cap constància documental d'aquest fet. Segons l'historiador barceloní Ramon Nonat Comas, el ritual es va començar a celebrar el 1440. però els nous estudis no han localitzat l'apunt de Ramon Nonat Comas, ni l'una anotació dels llibres de l'Arxiu Capitular, on es deia que hi havia l'encàrrec d'arranjar la capella per a la diada de Corpus i, a més, s'hi registra el cost d'una partida d'ous per al brollador. Del que si hi ha constància és que a finals del segle XVI calia tenir enramada la font del Claustre pel dia de Corpus, però la primera documentació de compra d'ous és, com s'ha anotat, de 1636.
Altres interpretacions, relacionades directament amb la representació de la sagrada forma, apunten a la representació de la plenitud de la primavera, ja que tant l'ou, com l'aigua o l'abundor de flors són interpretacions simbòliques de fecunditat i regeneració, pròpies de l'estació primaveral en plena vitalitat. També hi ha qui considera que va néixer com una distracció dels nobles del carrer Montcada mentre esperaven el pas de la processó tot i que no s'ha contrastat documental ni arqueològicament. Durant els anys, es va anar estenent la creença que si l'ou queia seria un any dolent, però si aguantava durant tota la jornada seria un bon senyal. A l'hora de cercar-ne l'origen, també hem de tenir presents les similituds entre l'ou com balla i els jocs d'aigua que feien els musulmans en els brolladors dels patis interiors. Un d'aquests jocs consisteix justament a fer gronxar una piloteta sobre el raig d'aigua d'una font. El més segur, segons la recerca més recent, és que sigui un paralel·lisme de la custòdia major de la Catedral, i que l'enramada superior de l'ou com balla de la Seu representi la custòdia turriforme i l'ou, sigui el Santíssim Sagrament. La seva vinculació amb el fenomen del Risus Paschalis és clara i implica fer arribar el missatge evangelitzador mitjançant el gaudi i el plaer, una festa del Corpus Christi, amb una representació, genuïna del mateix cos de Crist.

## Localitzacions

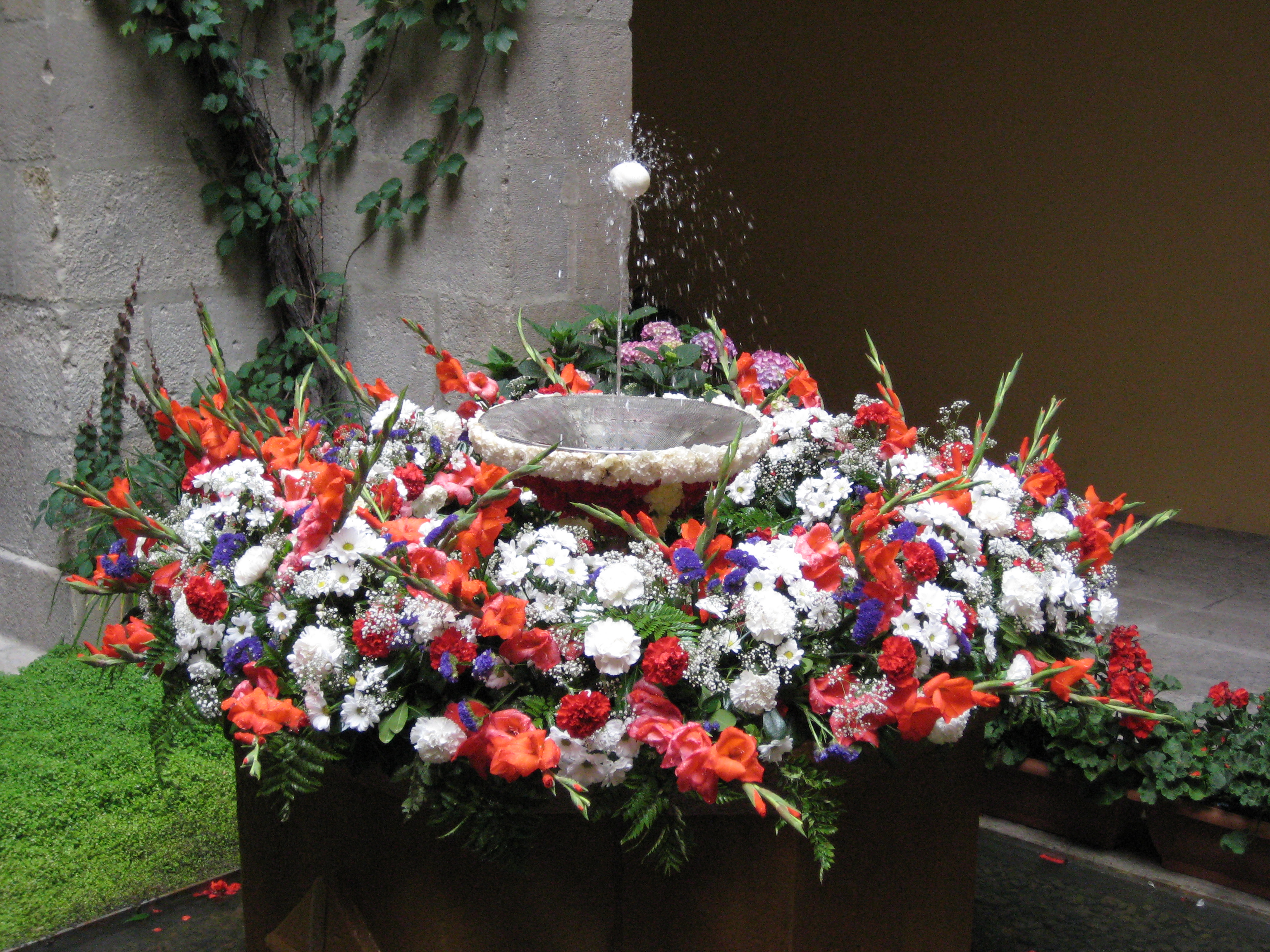
L'ou com balla a l'Arxiu de la corona d'Aragó, palau del Lloctinent

A partir del de la catedral, també es va fer al veí pati de la casa de l'Ardiaca, i, a partir dels anys vuitanta del segle xx, en altres patis del centre de la ciutat de Barcelona. A banda, altres ciutats i viles van començar a fer-ho o han continuat amb una tradició antiga.
- A Barcelona, generalment, es pot visitar en espais del barri Gòtic de Barcelona: la catedral de Barcelona, la casa de l'Ardiaca,[8][1] i altres indrets com els patis de l'Ateneu Barcelonès, l'Arxiu de la corona d'Aragó, la Reial Acadèmia de Bones Lletres de Barcelona, el Museu Frederic Marès, el palau Centelles,[9] el Museu d'Història de Barcelona, el palau del Lloctinent, l'Antic Monestir de Santa Anna, el Seminari Conciliar de Barcelona[10][11] i el claustre de l'església de la Concepció (antic claustre del monestir de Jonqueres).[1][4][5]

- A Badalona, dins la rectoria de Santa Maria.[5]
- A Igualada, balla a la plaça de Pius XII.
- A Sitges, es pot trobar al Museu Maricel.[5]
- A Tarragona, l'any 1933, el canonge Dr. Josep Vallès i Barceló va començar a ornamentar el jardí i va fer ballar l'ou a la font del claustre de la catedral. La cosa prengué volada, sobretot després de la guerra, amb l'assistència de les autoritats a la inauguració. En l'actualitat, ho prepara un equip, que és format per voluntàries i voluntaris, un florista i el sagristà de la seu.
- A Sant Cugat del Vallès, que balla dins del Monestir de Sant Cugat.
- A Solsona, balla a la plaça de Sant Joan, cada 24 de juny (diada de Sant Joan).
- A Reus, a l'atri de Sant Sebastià de la Prioral de Sant Pere.
- A Sant Feliu de Llobregat se celebra a la Catedral de Sant Llorenç[12]
- A Argentona, se celebra al pati del Museu del Càntir.

També se sol fer a Martorell, Lleida, Cardona, Vic i Arenys de Munt, entre d'altres.

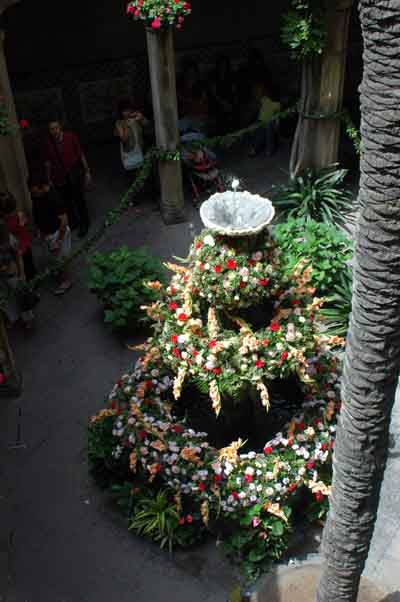
Casa de l'Ardiaca
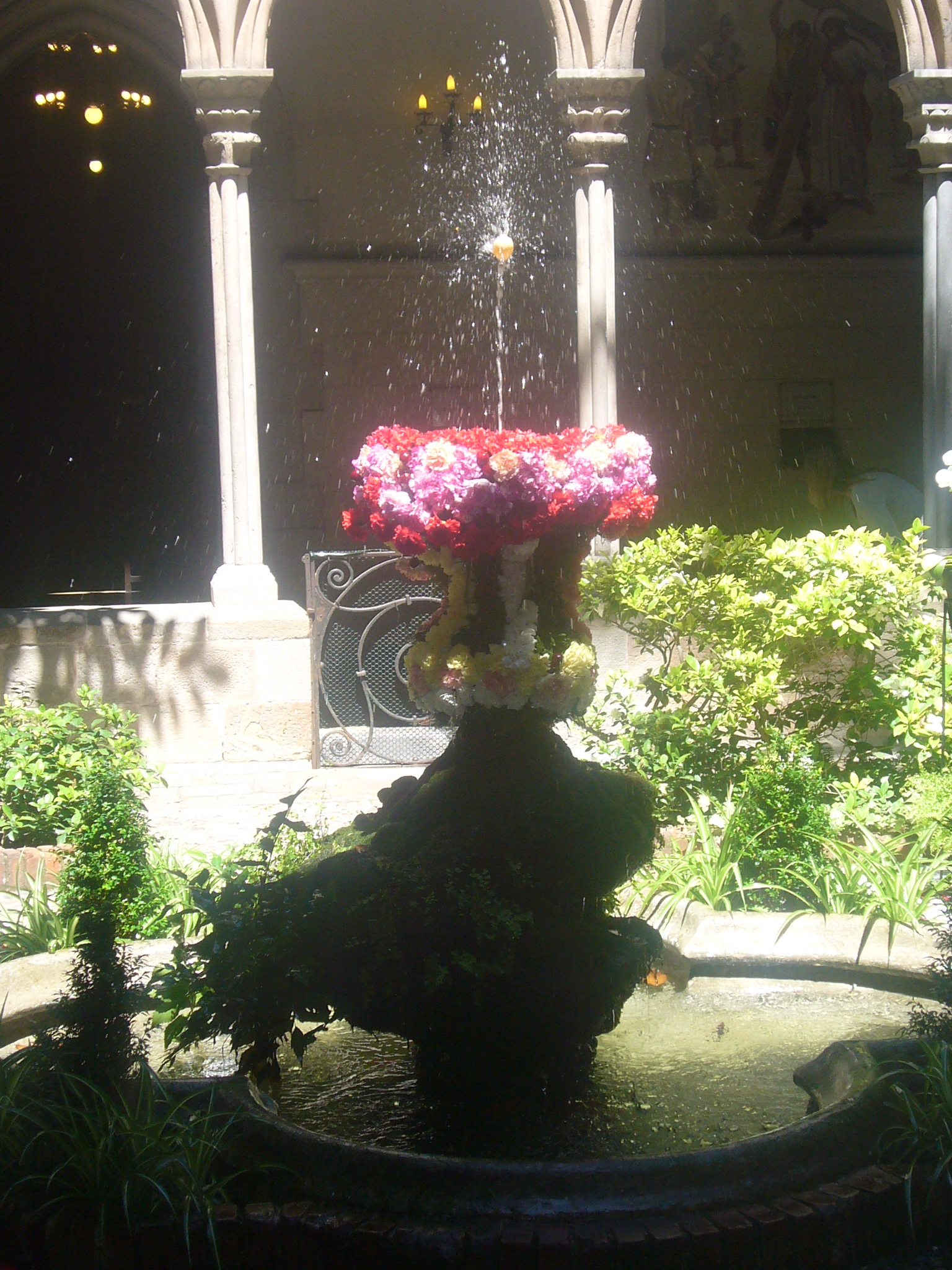
Claustre del monestir de Jonqueres
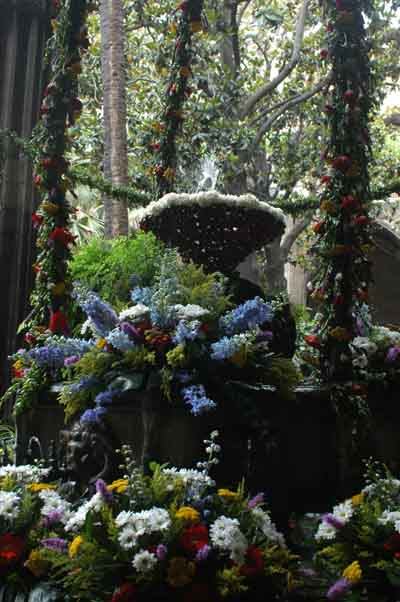
Catedral de Barcelona
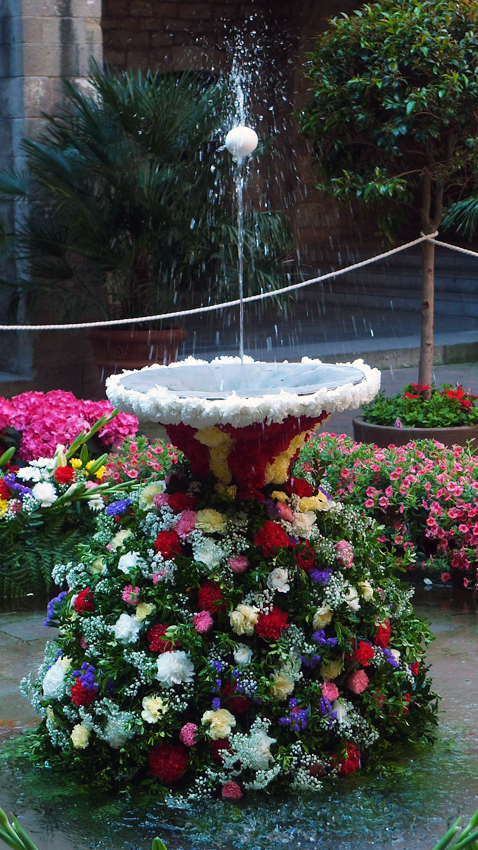
Pati del Museu Frederic Marès
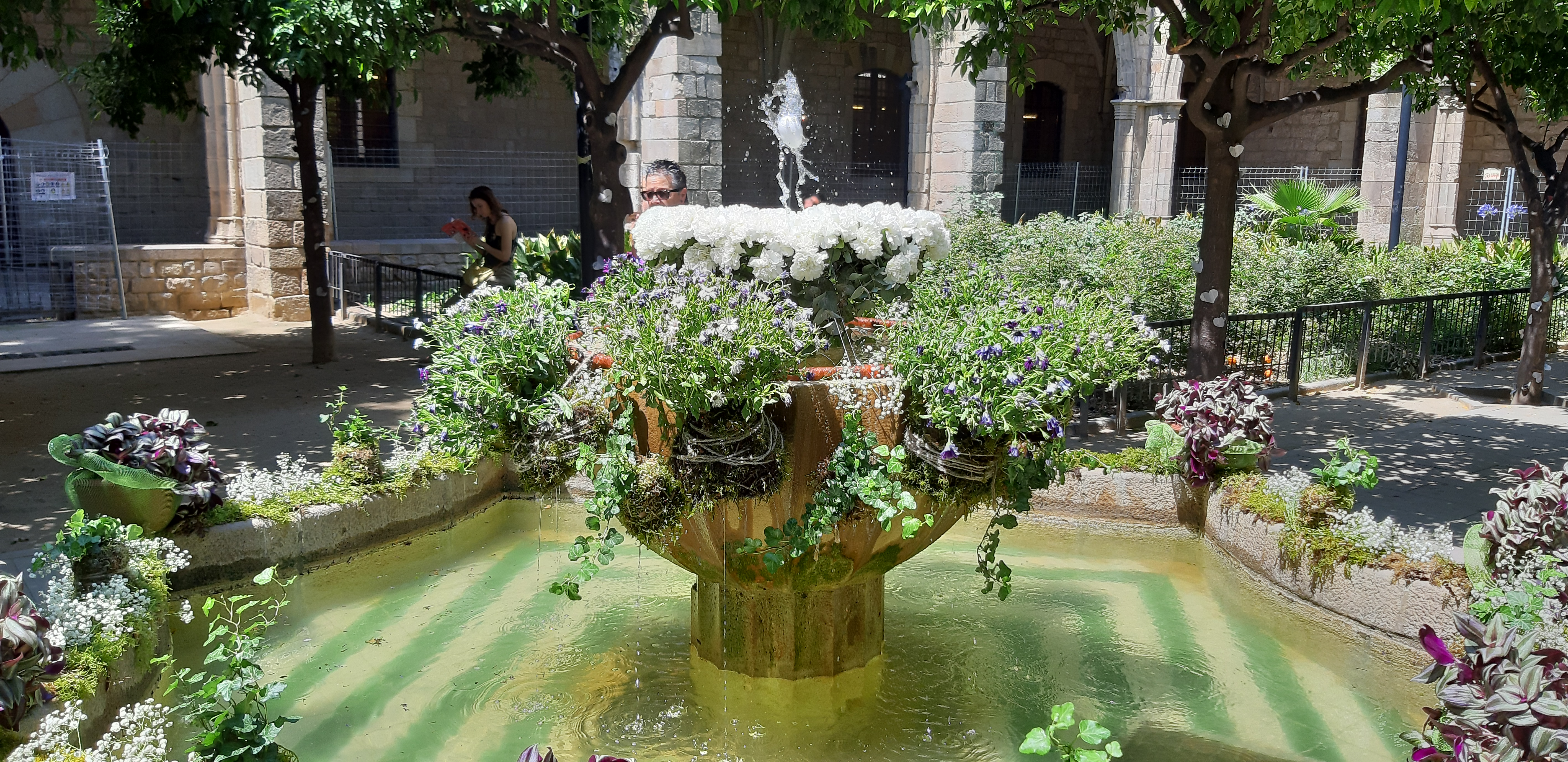
L'Ou com balla a la font del jardi de l'antic Hospital de la Santa Creu de Barcelona.

## Explicació científica

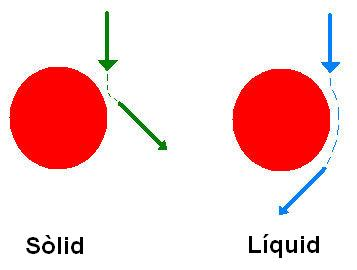
Efecte Coanda

L'explicació de per què s'aguanta l'ou com balla ens la dona l'efecte Coandă, encara que hi ha el principi de Bernoulli subjacent, que és la base per a poder aclarir-ne el primer.
Suposem una superfície corba, per exemple una esfera, que és el cas de l'ou com balla (tal com està en la il·lustració).
Si sobre aquesta es llença alguna cosa sòlida (arròs, per exemple), ambdós rebotaran en sentits contraris. L'ou, pel principi d'acció-reacció, tendirà a anar en el sentit en què l'ha empès l'arròs, i aquest rebotarà. Això es pot veure a la primera part de la il·lustració.
Si repetim aquesta experiència amb un fluid, aquest, per la seva viscositat, tendirà a "enganxar-se" a la superfície corba. Ni el fluid ni la pilota rebotaran en la direcció oposada, el fluid seguirà la seva trajectòria, adaptant-se suaument a la superfície corba, i l'ou tendirà a anar cap a l'aigua que l'empeny. En el cas de l'ou com balla, l'aigua l'estira en totes direccions, abans de caure per l'acció de la gravetat i així el manté en equilibri.